# Абсцизовая кислота
Абсци́зовая кислота́ (англ. ABA – abscisic acid, рус. АБК; от англ. abscission – опадение, сбрасывание) — гормон растений, тормозящий их рост и развитие. По химической природе изопреноид. Обнаружена у всех растений (кроме печёночных мхов); отсутствует у водорослей. У печеночников и водорослей было найдено другое вещество — лунуларовая кислота, которая играет сходную роль. АБК можно обнаружить также в организме животных, грибов, бактерий. У растений АБК содержится во всех органах — корнях, стеблях, почках, листьях, плодах, во флоэмном и ксилемном соке, нектаре, но особенно много ее осенью в покоящихся почках, плодах, семенах, клубнях. Присутствует в клетке как в свободной форме, так и в виде конъюгатов с глюкозой.

## История
Впервые абсцизовая кислота обнаружена в экспериментах по поиску вещества, которое получило название дормин, или абсцизин, — по способности вызывать опадение листьев и коробочек хлопчатника. Первые препараты абсцизовой кислоты были независимо выделены в 1963 году из листьев берёзы Ф. Эддикоттом и сотрудниками (США) и Ф. Уорингом и сотрудниками (Великобритания).

## Биосинтез
У высших растений все клетки, содержащие пластиды, способны к синтезу абсцизовой кислоты. Биосинтез АБК происходит в основном в молодых сосудистых пучках, а также в замыкающих клетках устьиц. Она накапливается в хлоропластах, хотя синтезируется в цитозоле.
По своей химической природе АБК, как и гиббереллины, является терпеноидом; у этих двух групп гормонов-антагонистов есть общий предшественник — геранилгеранил-дифосфат (ГГДФ), который также является предшественником хлорофилла. Из ГГДФ синтезируются каротиноиды, их производным является зеаксантин, который является первым предшественником в пути биосинтеза АБК.
Основные этапы биосинтеза АБК:
1. Синтез виолоксантина из зеаксантина, который катализируют ферменты зеаксантин-эпоксидазы (ZEP).
2. Синтез неоксантина из виолоксантина, который катализируют две группы ферментов: неоксантин-синтазы (NSY) и изомеразы, важные для синтеза цис-изомеров виолоксантина и неоксантина.
3. Синтез ксантоксина из цис-неоксантина, который катализируют 9-цис-эпоксикаротеноид-диоксигеназы (NCED).
4. Синтез АБК из ксантоксина через АБК-альдегид, две последовательные стадии которого катализируются ксантоксин-дегидрогеназой АВА2 и АБК-альдегидоксидазой ААОЗ.

Первые три этапа биосинтеза АБК, как и синтез каротиноидов, проходят в пластидах, последний — в цитозоле.
Ранняя точка зрения о возможности синтеза АБК из мевалоновой кислоты не подтвердилась и является устаревшей.

## Функции

### Влияние на процессы покоя
Абсцизовая кислота является основным соединением, переводящим растения и их органы в состояние покоя. С увеличением содержания АБК связан переход в состояние покоя семян, клубней, луковиц и почек, наоборот, выход из покоя и возобновление роста — следствие уменьшения содержания ингибитора. Эффекты АБК противостоят эффектам гормонов-активаторов — ауксина, цитокининов, гиббереллина.
Накопление АБК в семенах или в тканях околоплодника вызывает покой у семян некоторых растений. Когда зародыш семени достигает окончательного размера, синтезируется АБК. Она вызывает синтез крахмала в эндосперме и белков в алейроновом слое. ДНК и РНК образуют комплексы с белками-шаперонами и полиаминами, рост прекращается, и начинается обезвоживание. Зародыш теряет воду, ее количество падает от 95–97 до 14% и ниже.

### Адаптация к стрессу
Обычно абсцизовая кислота образуется в ответ на стрессовую ситуацию (высыхание, засоление, низкая температура) и в свою очередь изменяет растение, приспосабливая его к негативным факторам. АБК особенно важна для поддержания водного баланса в условиях засухи; недостаток влаги ведёт к резкой активации синтеза АБК и её выходу из мест депонирования во внутри- и внеклеточное пространство. К числу быстрых эффектов АБК, которые имеют место через несколько минут после повышения её концентрации, относится асимметричный транспорт ионов калия, кальция и анионов через мембрану замыкающих клеток устьиц, в результате чего замедляется поступление воды в клетки, их тургор падает, что приводит к закрытию устьичной щели. Без АБК растение не может закрыть устьица и погибает при малейшей засухе. Одновременно АБК активирует всасывание воды корнями. Показана роль АБК в опадании листьев в засушливые периоды. (По поводу участия АБК в осеннем листопаде мнения ученых расходятся. Многие считают, что в умеренных и северных широтах этот процесс больше зависит не от АБК, а от этилена.) АБК, таким образом, улучшает поступление воды в корни и затрудняет расход воды листьями, что приводит к улучшению водного баланса в условиях засухи.
Закрывание устьиц под действием абсцизовой кислоты вызывает уменьшение интенсивности фотосинтеза в 2–4 раза. Кроме того, АБК разобщает окисление и фосфорилирование, т. е. она является антагонистом гиббереллинов и цитокининов. Разобщение окисления и фосфорилирования приводит к уменьшению синтеза АТФ, а следовательно, к уменьшению интенсивности протекания темновой фазы фотосинтеза, что является в конечном счете причиной торможения роста побега. Торможение роста может быть также следствием ингибирования синтеза РНК и уменьшения проницаемости мембран для веществ под влиянием АБК. Одновременно с закрыванием устьиц и при торможении роста побега АБК стимулирует рост корня в длину. Это можно рассматривать как адаптацию к хроническому недостатку воды. Уменьшение транспирирующей поверхности при ускорении роста корня, двигающегося к воде (положительный гидротропизм), помогает сохранению водного гомеостаза в растении. Следствием торможения роста побегов является синтез антоцианов, наблюдаемый при повышении концентрации АБК.
Под действием АБК в растениях образуются вещества (например, гидроксипролин, полиамины, белки-осмотины), которые прочно удерживают воду в клетках, препятствуют образованию в них кристаллов льда, что придаёт растениям устойчивость к холоду и засухе.

### Другие функции
Помимо двух описанных выше основных функций (индуцирование состояния покоя и адаптация к стрессу) абсцизовая кислота регулирует и другие процессы. От концентрации АБК зависит изгибание корней вниз у горизонтально расположенных растений. Она участвует в клубнеобразовании, стимулирует опадание семядолей, листьев у хлопчатника, а также опадание цветков и зрелых плодов у винограда, маслин, цитрусовых и яблок (антиауксиновое действие). АБК стимулирует созревание молодых плодов.

## Транспорт
Транспортируется абсцизовая кислота по сосудам и ситовидным трубкам вверх и вниз во все органы. Она может передвигаться и латерально по паренхимным клеткам. На короткие расстояния АБК транспортируется с помощью диффузии от клетки к клетке; выделившаяся в апопласт АБК распределяется с током воды. Экзогенная АБК быстро проникает в ткани и свободно распространяется по растению во всех направлениях.

## Инактивация
Существует два типа реакций, приводящих к инактивации АБК, — гидроксилирование и синтез конъюгатов.
С-7-, С-8- и С-9-гидроксилированные формы АБК обладают слабой биологической активностью, кроме того, гидроксилирование по С-8 является первым шагом в образовании конъюгатов АБК с глюкозой.
АБК и её С-8-гидроксилированная форма являются мишенью для образования конъюгатов с глюкозой, наиболее распространённым среди которых является АБК-глюкозильный эфир. Как правило, конъюгаты АБК физиологически неактивны и накапливаются в вакуолях при старении. В то же время АБК-глюкозильный эфир играет роль в дальнем транспорте АБК.

## У грибов
Некоторые грибы, паразитирующие на растениях, вырабатывают абсцизовую кислоту, регулируя ростовые процессы хозяина.

## У животных
Обнаружено, что абсцизовая кислота синтезируется также в организме многих животных — от губок до млекопитающих, включая человека. В настоящее время её биосинтез и физиологическая роль у животных малоизучены. У губок АБК участвует в реакции на температурный стресс, аналогично реакции растений на засуху, с вовлечением аналогичных биохимических механизмов. В частности, одним из посредников действия гормона в клетке губки является фермент АДФ-рибозилциклаза (абсцизовая кислота стимулирует повышение его активности), как и в растительной клетке. У млекопитающих АБК участвует в регуляции иммунного ответа и осуществляет контроль уровня глюкозы в крови.

## Лечебный эффект
Абсцизовая кислота у млекопитающих и человека нормализует уровень глюкозы в крови, синтезируясь обычно при повышенных показателях гликемии. Данный эффект наблюдается даже при введении животным низких доз АБК и, как выяснилось, не зависит от повышенного высвобождения инсулина. По этой причине прием АБК в низких дозах может быть предложен для повышения толерантности к глюкозе у пациентов с диабетом, резистентных к инсулину.
Предпринята успешная попытка лечить абсцизовой кислотой пациентов с преддиабетом. Абсцизовую кислоту можно также рассматривать как терапевтическую молекулу, предотвращающую нейродегенеративные заболевания. Абсцизовая кислота, скорее всего, обладает и противораковым действием. Существуют сообщения о том, что АБК улучшает выживаемость мышей, которым были пересажены лейкозные клетки.